# Estructures sintàctiques
Estructures sintàctiques és el títol de l'obra de Noam Chomsky en què explica els fonaments del generativisme, un dels corrents cabdals en lingüística contemporània. Publicat el 1957, va revolucionar l'estructuralisme dominant amb la relació entre ment i llenguatge, explicant com sorgien les frases a partir de bases universals al cervell humà. És considerat un dels 100 llibres més influents de la història.

## Idees principals
Segons Chomsky, la funció principal de la gramàtica de cada llengua és decidir quines frases estan ben formades i pertanyen a l'idioma (tenen gramaticalitat) i quines no. Aquesta acceptabilitat per a un parlant nadiu depèn de regles i estructures, i no del significat, com il·lustra la seva famosa frase Colorless green ideas sleep furiously, perfectament gramatical en anglès malgrat que no té cap sentit.
La gramàtica, aleshores, forma un mòdul separat al cervell del mòdul semàntic o lexicó (idea fortament criticada per Charles Francis Hockett). La gramàtica està formada per dues parts essencials: la primera és un conjunt de morfemes (cada morfema associat a uns fonemes) i la segona són les regles per a combinar-los, a partir de transformacions o regles de reescriptura, que poden generar un nombre infinit d'enunciats acceptables (d'aquí el nom de la seva teoria general). Aquestes regles són formals, objectivables i, per tant, un camp potencial d'estudi per als lingüistes.